# Tong van hout
Tong van hout is een hoorspel van Gerrit Pleiter. De NCRV zond het uit op vrijdag 3 april 1970. De regisseur was Ab van Eyk. De uitzending duurde 56 minuten.

## Rolbezetting
- Trudy Libosan (Juul Heilzamer)
- Paul van der Lek (Boogie Diederik)

## Inhoud
Diederik, een stotteraar met de bijnaam Boogie, heeft bij toeval ontdekt dat hij van zijn spraakgebrek is verlost wanneer hij met denkbeeldige personen gesprekken voert en die opneemt op de band. Door middel van zo’n bandopname komt hij in contact met een logopediste, Juul geheten…